# Étravirine
L'étravirine est un médicament antirétroviral appartenant à la famille des analogues non-nucléosidiques, inhibiteur de la transcriptase inverse (nNRTI) utilisé pour le traitement de l'infection par le VIH. Cette molécule est également connue sous son nom de code de développement TMC-125 ou sous le nom commercial d'Intelence.
L'étravirine a obtenu une autorisation de mise sur le marché (AMM) européenne en juin 2008, et a été autorisé en France fin août 2008. Il est disponible en pharmacie mais généralement réservé aux personnes en multi-échec thérapeutique et présentant des résistances aux autres non-nucléosides.
Ce médicament a fait l'objet d'une information de pharmacovigilance le 19 octobre 2009 en raison de cas d'hypersensibilité, rares mais potentiellement graves. Ce type d'effet secondaire existe avec d'autres médicaments antiviraux utilisés contre le VIH, en particulier l'abacavir.